# Arthur Mutambara
Arthur Guseni Oliver Mutambara (ur. 25 maja 1966), zimbabweński polityk, przewodniczący Ruchu na rzecz Demokratycznej Zmiany - frakcji Mutambara (MDC-M) od lutego 2006. Zgodnie z postanowieniami porozumienia o podziale władzy z 15 września 2008 nominowany na stanowisko wicepremiera Zimbabwe, które sprawował od 11 lutego 2009 do 11 września 2013.

## Edukacja i kariera zawodowa
Arthur Mutambara w latach 1987–1990 studiował inżynierię elektryczną i elektroniczną na Uniwersytecie Zimbabwe w Harare. Już w tym czasie dał się poznać jako lider ruchu studenckiego. Przewodził protestom antyrządowym na uniwersytecie w 1988 i w 1989, za co był więziony.
Od 1991 do 1995 studiował na Uniwersytecie Oksfordzkim w Wielkiej Brytanii, na którym zdobył doktorat z robotyki i mechaniki. Następnie przebywał w USA, gdzie współpracował z California Institute of Technology oraz Massachusetts Institute of Technology. Pracował również jako profesor strategii biznesowej oraz konsultant firmy McKinsey & Company. W latach 2002–2003 zajmował stanowisko dyrektora w Standard Banku z siedzibą w Johannesburgu. Od września 2003 stał na czele Afrykańskiego Instytutu Technologii i Biznesu (ATBI).

## Działalność polityczna
Po powrocie do Zimbabwe zaangażował się w działalność polityczną. Wstąpił do Ruchu na rzecz Demokratycznej Zmiany (MDC, Movement for Democratic Change), organizacji sprzeciwiającej się rządom prezydenta Roberta Mugabe.
W 2005 MDC rozpadło się na dwie frakcje. Część jej członków, pod przewodnictwem Morgana Tsvangirai'ego sprzeciwiła się udziałowi w wyborach do Senatu w listopadzie 2005. Ruch ten miał być protestem przeciw sfałszowaniu wyborów do Izby Deputowanych w marcu tegoż roku. Druga część MDC opowiedziała się za uczestnictwem w wyborach. W lutym 2006, na kongresie drugiej z tych frakcji, jej przewodniczącym został wybrany Arthur Mutambara.
15 lutego 2008 Mutambara ogłosił, iż nie zamierza kandydować w wyborach prezydenckich w marcu 2008. W zamian za to, jego frakcja MDC-M udzieliła poparcia kandydatowi niezależnemu i secesjoniście z ZANU-PF, Simbie Makoni.
Mutambara wziął udział w odbywających się w tym samym czasie wyborach parlamentarnych. W swoim okręgu Zengeza Wschodnia zajął jednak dopiero trzecie miejsce, za kandydatem MDC- frakcji Tsvangirai'ego oraz kandydatem ZANU-PF i w rezultacie nie dostał się do parlamentu. W wyniku wyborów MDC-M zdobyła 10 miejsc w parlamencie, ZANU-PF 97 miejsc, a MDC-Tsvangirai 99 miejsc. 28 kwietnia 2008 Mutambara i Tsvangirai ogłosili zjednoczenie swoich frakcji, co zapewniło Ruchowi na rzecz Demokratycznej Zmiany (MDC) większość w nowym parlamencie.
1 czerwca 2008 Arthur Mutambara został aresztowany w swoim domu w Harare. Według jego prawników, został zatrzymany za krytyczny artykuł pod adresem administracji prezydenta Mugabe, napisany w lokalnej gazecie. 3 czerwca 2008 został wypuszczony z aresztu za kaucją.
W wyniku zbojkotowanej przez MDC i sfałszowanej przez władze, drugiej tury wyborów prezydenckich prezydentem po raz kolejny został wybrany Robert Mugabe. Pod presją państw SADC w kraju rozpoczęły się rozmowy na temat stworzenia wspólnego rządu przez MDC i ZANU-PF.
W wyniku negocjacji 15 września 2008 Morgan Tsvangirai, Arthur Mutambara i Robert Mugabe, w obecności delegacji państw SADC, podpisali porozumienie o podziale władzy i utworzeniu rządu jedności narodowej. Wedle uzgodnionych postanowień Mutambarze przypadło stanowisko wicepremiera. Morgan Tsvangirai miał objąć urząd premiera Zimbabwe, a Mugabe miał pozostać na stanowisku prezydenta. Spośród przyszłych 31 ministrów, 16 tek przypadło opozycyjnemu Ruchowi na rzecz Demokratycznej Zmiany (MDC) (w tym resorty: gospodarki, sprawiedliwości, policji i samorządu), a 15 dotychczas rządzącej ZANU-PF.